# Brad Keselowski
Bradley „Brad“ Aaron Keselowski (* 12. Februar 1984 in Rochester Hills, Michigan) ist ein US-amerikanischer Automobilrennfahrer und Teambesitzer, der zurzeit in der NASCAR Cup Series den Ford Mustang mit der Startnummer 6 für das Rennteam RFK Racing fährt, dessen Co-Inhaber er seit 2022 ist. Er ist Sprint-Cup-Champion der Saison 2012 sowie Xfinity-Series-Champion 2010. 2007 gründete er das Rennteam Brad Keselowski Racing, das bis zu seiner Auflösung im Jahr 2017 zwei Fahrzeuge in der Camping World Truck Series stellte.
Keselowski ist der 2. Fahrer, der eine Meisterschaft in der NASCAR Cup Series sowie der Xfinity Series gewinnen konnte, und der 25. Fahrer, der Rennen in allen drei nationalen NASCAR-Serien gewinnen konnte.

## Rennkarriere

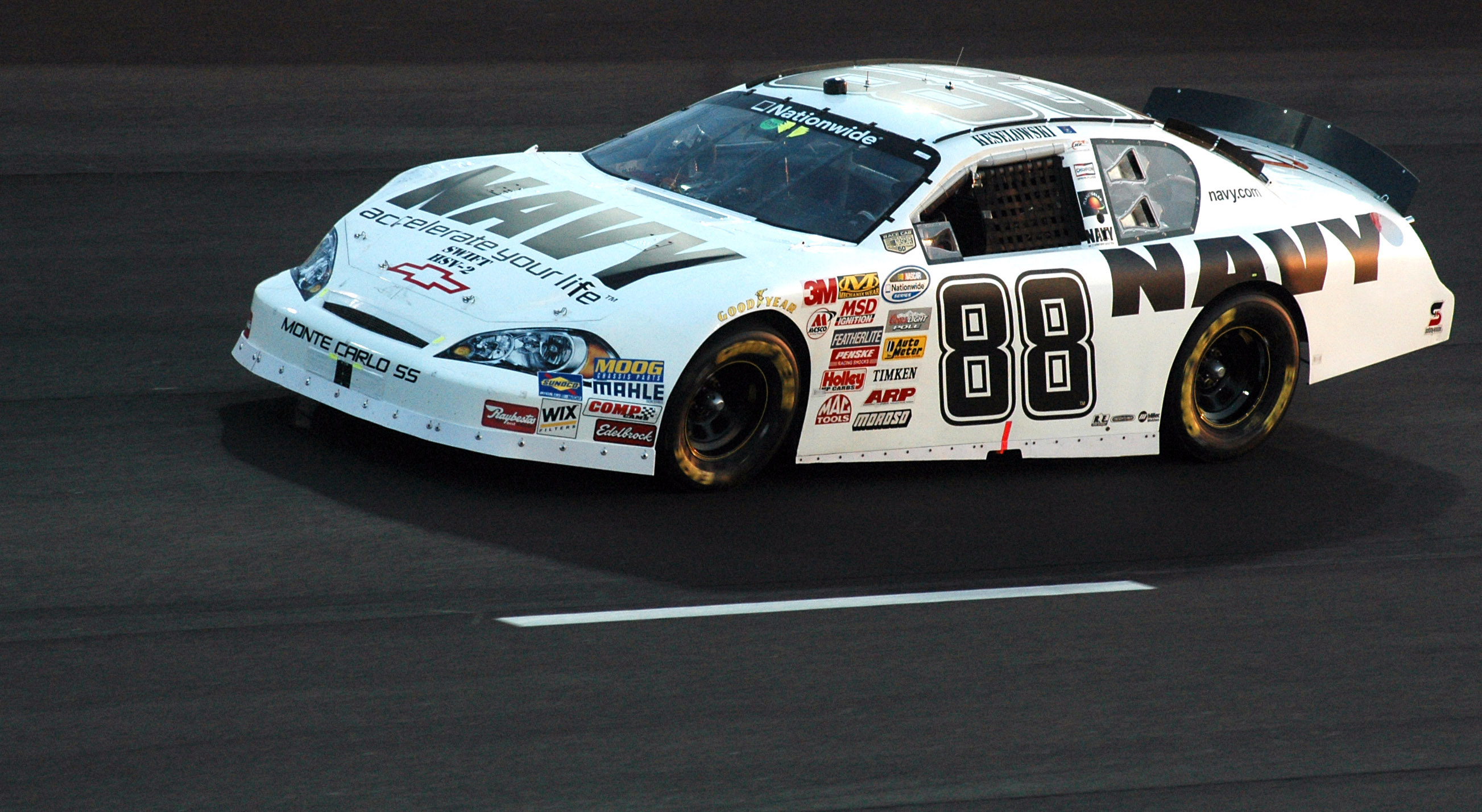
Keselowski mit der Nummer 88 in Darlington, 2008

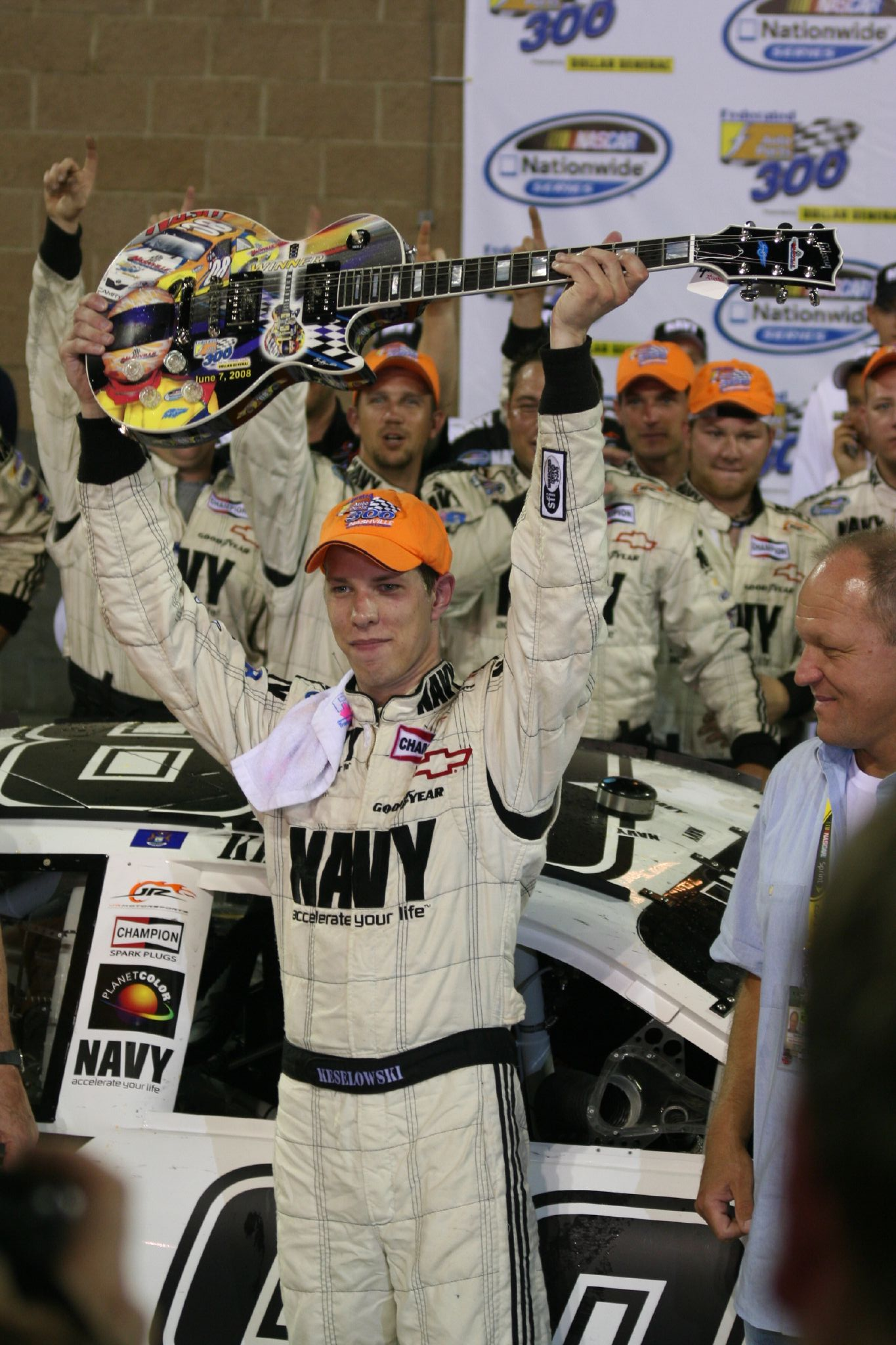
Keselowski nach seinem Sieg in Nashville 2008

### 2004 bis 2009
Brad Keselowski begann seine NASCAR-Karriere 2004 bei einem Rennen der Camping World Truck Series auf dem Martinsville Speedway. Er fuhr einen Ford F-150 mit der Startnummer 29 für den in Familienbesitz befindlichen Rennstall K Automotive Racing. Von Position 26 gestartet, kam er als 34. ins Ziel. Insgesamt fuhr er sieben weitere Rennen in der Saison, unter anderem in Mansfield, wo er 16. wurde. Die Meisterschaft beendete Keselowski auf dem 34. Platz.
Die Saison 2005 bestritt er als Vollzeitfahrer. Beim ersten Saisonrennen, dem Florida Dodge Dealers 250, wurde er Siebter. Zum Saisonende lag er in der Meisterschaftswertung auf Platz 21. In der Saison 2006 fuhr er die ersten beiden Rennen für K Automotive Racing. Der Rennbetrieb wurde aber wegen Mangel an Sponsoren temporär eingestellt. Einige Rennen fuhr Keselowski dann für den verletzten Kelly Sutton. Im August kehrte er für MB Motorsports in die Craftsman Truck Series zurück. Er fuhr den Wagen mit der Nummer 63 auf Platz 33 in Bristol.
Später im Jahre 2006 wurde er von Keith Coleman, dem Besitzer von Keith Coleman Racing, entdeckt, was ihm die Möglichkeit bot, in der Busch Series zu fahren. Für das erste Rennen in der zweithöchsten NASCAR-Division konnte er sich nicht qualifizieren, dafür aber konstant für die darauffolgenden sieben. Die Busch-Series-Saison 2007 wollte er eigentlich als Vollzeitfahrer für Keith Coleman Racing absolvieren, wegen gesundheitlicher Probleme des Teambesitzers Keith Coleman wurde dieses Vorhaben jedoch durchkreuzt. Da Ted Musgrave nach einem unfairen Fahrmanöver für ein Rennen gesperrt wurde, ersetzte ihn Keselowski in Memphis. Er führte einen großen Teil des Rennens, fiel aber wegen eines umstrittenen Remplers von Travis Kvapil auf Platz 16 zurück. Den Rest des Jahres fuhr er für JR Motorsports, wo er sich fünf Top-10-Resultate sicherte.
Die Nationwide-Series-Saison 2008 fuhr Keselowski in einem Chevrolet Monte Carlo SS mit der Nummer 88 als Vollzeitfahrer für JR Motorsports. Er konnte seinen ersten Sieg in Nashville einfahren, nach einem weiteren Sieg in Bristol beendete er die Saison auf dem dritten Gesamtrang hinter den Sprint-Cup-Fahrern Clint Bowyer und Carl Edwards. Weiterhin wurde er gegen Ende der Saison für zwei Rennen im Chevrolet mit der Startnummer 25 für Hendrik Motorsports im Sprint Cup verpflichtet. Sein Debüt gab beim Dickies 500 auf dem Texas Motor Speedway, welches er auf Platz 19 beendete.
In der Saison 2009 trat Keselowski weiterhin in der Nationwide Series in der Startnummer 88 für JR Motorsports an und beendete die Saison nach vier Siegen wieder auf dem dritten Platz. Zusätzlich absolvierte ausgewählte Rennen im Sprint Cup sowohl für Hendrick Motorsports als auch Phoenix Racing. Seinen ersten Sieg im Sprint Cup sicherte er sich in der Startnummer 09 für Phoenix Racing bei seinem fünften Start innerhalb der Serie, als er beim Aaron’s 499 auf dem Talladega Superspeedway auf den letzten Metern den bis dato führenden Carl Edwards zu überholen versuchte, der daraufhin den Wagen von Keselowski berührte und in die Außenmauer einschlug.

### Ab 2010: Team Penske

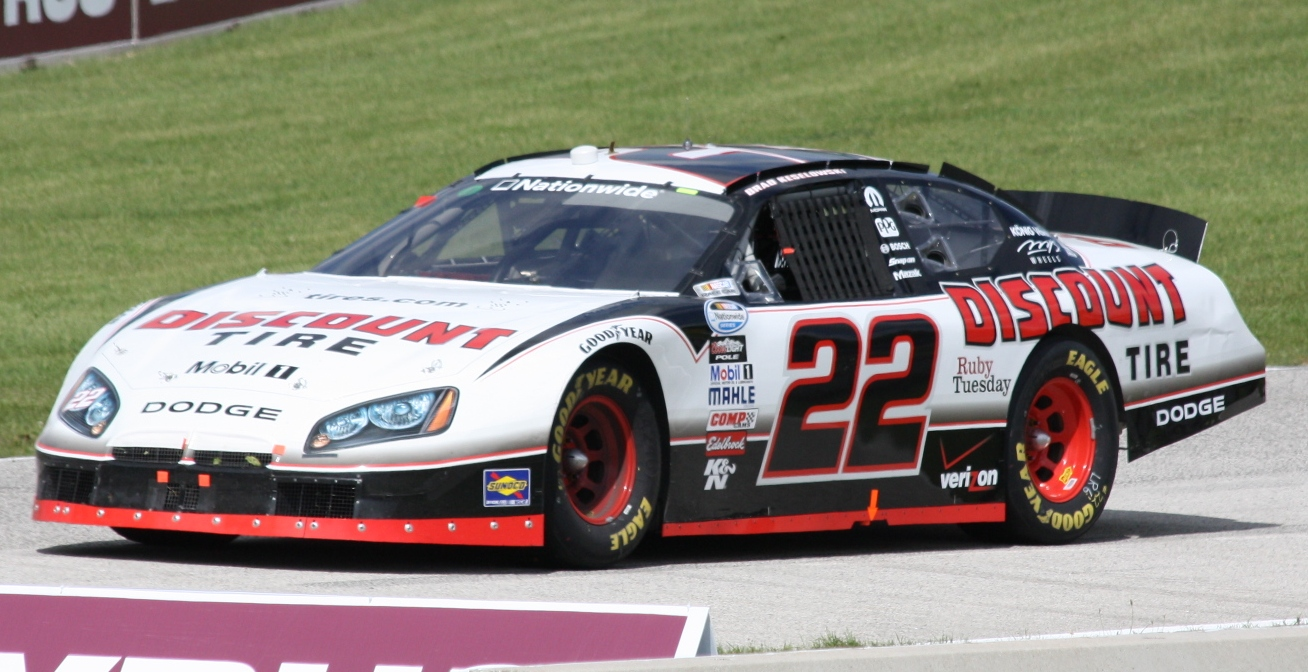
Der Nationwide-Wagen, in der Keselowski 2010 die Meisterschaft gewann

#### 2010
Obwohl Keselowski Verbindungen mit Hendrick Motorsports hatte, wechselte er 2010 zu Team Penske und damit auch von Chevrolet zu Dodge, da bei Hendrick Motorsports in absehbarer Zukunft kein Platz für ihn frei werden würde.
Er fuhr die komplette Saison 2010 in der Nummer 12 in der Cup Series, zusätzlich trat er auch bei allen Rennen der Nationwide Series in der Nummer 22 an.
Im vierten Saisonrennen des Cups in Atlanta berührte Keselowski unabsichtlich den Wagen von Edwards, der daraufhin in die Mauer rutschte. Kurz vor Rennende, Keselowski war auf dem Weg zu einem Top-5-Ergebnis, drehte Edwards ihn absichtlich um, woraufhin Keselowski's Wagen Edwards Unfall aus dem Vorjahr in Talladega ähnlich abhob und in die Mauer einschlug. Edwards wurde daraufhin von NASCAR bestraft.
Die Rivalität setzte sich auch in der Nationwide-Series fort. Auf dem Gateway International Raceway kämpften die Fahrer um den Sieg, in der letzten Runde wurde Edwards unabsichtlich von Keselowski berührt, der ihn daraufhin wieder vorbeiließ. In der letzten Kurve des Rennens versuchte Keselowski zu überholen, Edwards rammte ihn jedoch absichtlich und gewann das Rennen, während der verunfallte Keselowski nur 14. wurde.

Im Sprint Cup verlief die Saison 2010 nicht sehr erfolgreich, mit nur zwei Top-10-Ergebnissen landete er auf dem 25. Platz der Gesamtwertung. In der Nationwide Series hingegen fuhr er sechs Siege ein, mit insgesamt 26 Top-5-Ergebnissen konnte er die Meisterschaft gewinnen. 

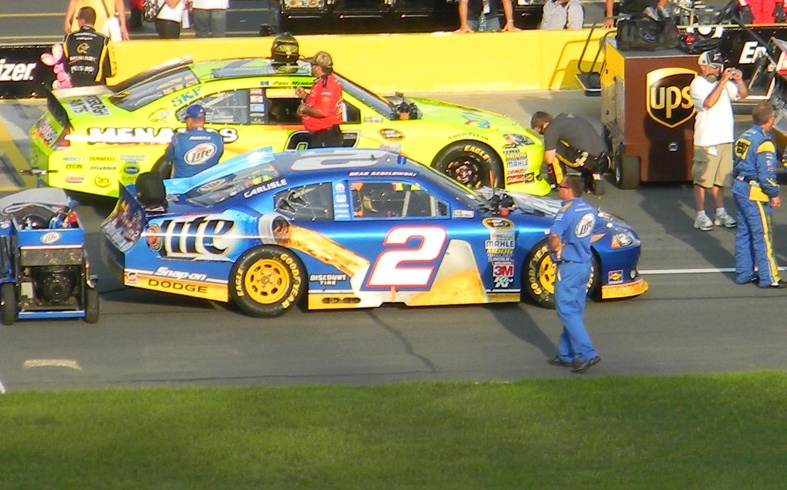
Keselowski im 2011er Penske Dodge #2

#### 2011
Für die Sprint Cup Saison 2011 wechselte Keselowski zur Nummer 2. Nach einem mäßigen Saisonstart konnte er in Kansas gewinnen. Bei einem Test auf Road Atlanta versagten seine Bremsen, sodass er mit etwas über 300 km/h frontal in eine Betonmauer einschlug, dabei brach er sich einen Knöchel. Er wurde sofort nach dem Unfall mit starken Rückenschmerzen in das nächste Krankenhaus eingeliefert, vier Tage später konnte er jedoch schon wieder in Pocono an einem Rennen teilnehmen, welches er sogar gewinnen konnte. Es folgte ein zweiter und ein dritter Platz, bevor er in Bristol sein nächstes Rennen gewinnen konnte. Keselowski zog in den Chase ein und beendete die Saison noch vor seinem Teamkollegen Busch auf dem fünften Platz.
In der Nationwide Series trat er 2011 in 29 von 34 Rennen an, von denen er fünf gewinnen konnte.

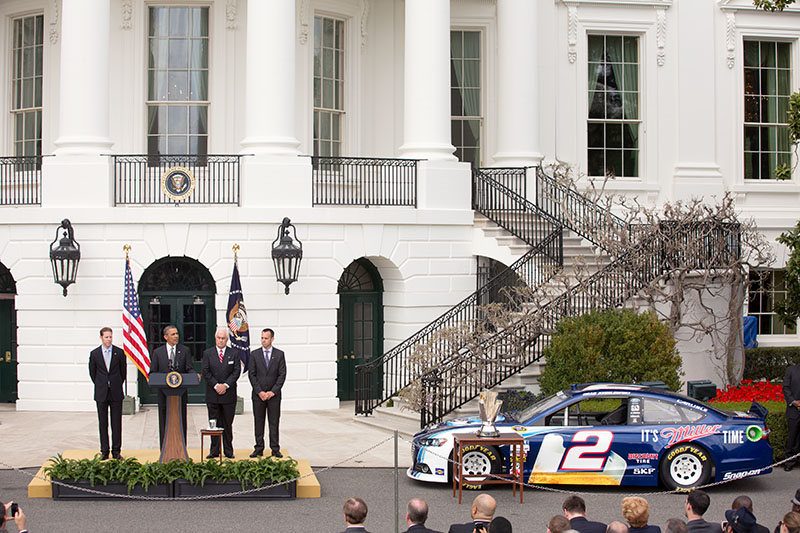
Keselowski beim traditionellen Besuch des Cup-Champions im Weißen Haus. Das Fahrzeug stammt jedoch aus der Saison 2013

#### 2012
Schon beim Daytona 500 konnte Keselowski Aufsehen erregen, da er während einer Rennunterbrechung aus dem Auto heraus Bilder auf Twitter stellte. Das Rennen konnte er nach einem Unfall nur auf dem 32. Platz beenden. Er konnte die Rennen in Bristol, Talladega und Kentucky gewinnen. Nach seinem Sieg in Kentucky beendete er die folgenden 19 Rennen bis zum Saisonende bis auf zwei Ausnahmen immer unter den ersten elf, darunter auch zwei zweite Plätze in Watkins Glen und Michigan. In Watkins Glen lag er zu Beginn der letzten Runde auf dem zweiten Platz, da der führende Kyle Busch durch Öl auf der Strecke ins Rutschen kam, Keselowski konnte eine Berührung nicht verhindern, wodurch sich Busch drehte. In den letzten Kurven des Rennens wurde Keselowski dann jedoch noch von Marcos Ambrose überholt, der das Rennen gewinnen konnte. Beim darauffolgenden Rennen in Michigan lag Keselowski zehn Runden vor Rennende in Führung, wurde dann jedoch noch überholt.
Keselowski begann den Chase auf Platz vier der Gesamtwertung liegend, da er das erste Rennen des Chases in Chicago sowie zwei Wochen später in Dover gewinnen konnte, gelangte er an die Spitze der Punktewertung. Zwischenzeitlich fiel er wieder hinter Johnson zurück, dieser musste jedoch beim vorletzten Rennen in Phoenix einen Unfall hinnehmen. Während einer Unterbrechung des Rennens hatte Keselowski wieder Bilder aus seinem Auto heraus ins Internet gestellt, diesmal musste er dafür jedoch 25.000 $ Strafe zahlen. Beim Saisonfinale in Homestead reichte Keselowski ein 15. Platz für den Sieg der Meisterschaft; zu dieser Zeit existierte das jetzige Play-offs-Format noch nicht. Keselowski war nach Bobby Labonte damit der erst zweite Fahrer, der den Titel in den zwei höchsten NASCAR-Divisionen gewinnen konnte sowie der fünfte Cup-Series-Champion aus dem Norden der Vereinigten Staaten nach Bill Rexford, Alan Kulwicki, Tony Stewart und Matt Kenseth. Der Gewinn der Saison war neben seinen fünf Siegen auch den konstant guten Ergebnissen geschuldet, von den letzten 20 Saisonrennen beendete er nur zwei außerhalb der Top 11 (30. Platz in Bristol sowie der 15. Platz in Homestead).
Keselowski konnte bei 21 Starts in der Nationwide Series drei Siege erreichen. Sein Sieg auf dem Indianapolis Motor Speedway war der erste Erfolg der NASCAR-Sparte von Team Penske in Indianapolis, wo Penske schon 15 Siege im Indianapolis 500 einfahren konnte.

#### 2013

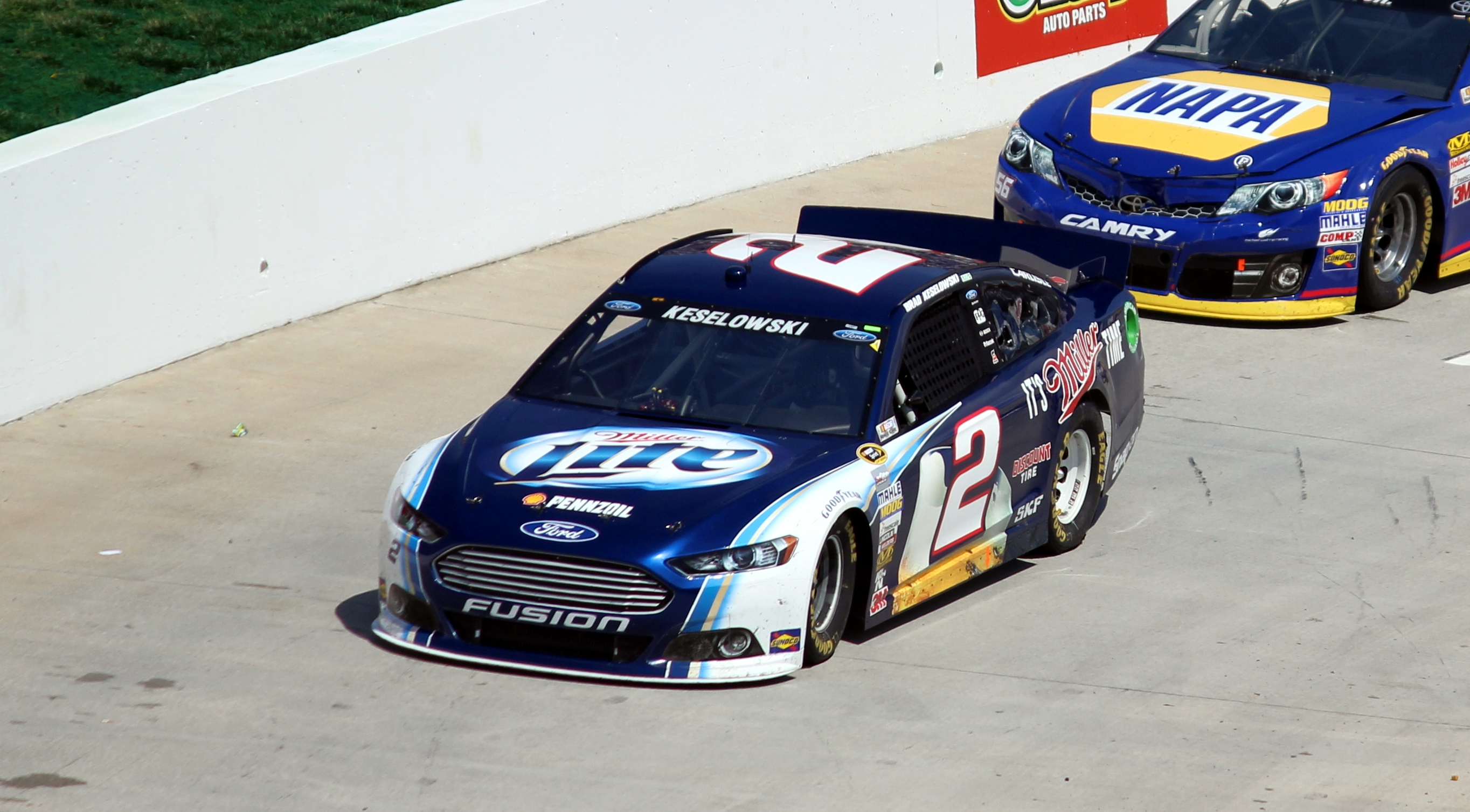
Keselowskis Ford der Saison 2013

Durch den Ausstieg von Dodge aus der NASCAR war Team Penske zu einem Herstellerwechsel gezwungen, man entschied sich für Ford, Keselowski fuhr daher für bereits drei verschiedene Marken. Auch bekam er in dieser Saison mit Joey Logano einen neuen Teamkollegen.
Er begann die Saison 2013 mit vier Top-5-Ergebnissen, danach hatte er jedoch viele schlechte Ergebnisse und Ausfälle zu verbuchen. Nach den ersten 26 Rennen lag er nur auf dem 16. Gesamtrang, wodurch er den Einzug in den Chase verpasste. In Charlotte konnte er jedoch noch einen Sieg erzielen, dies war sein erster Sieg seit 38 Rennen. Am 2. Oktober wurde verkündet, dass Keselowski seinen Vertrag bei Team Penske bis 2017 verlängert hat.
In der Nationwide Series lief es besser für Keselowski, von 16 Rennen gewann er sieben, darunter auch vier aufeinanderfolgende Siege.

#### 2014
Nach der enttäuschenden Saison 2013 wurde 2014 wieder etwas erfolgreicher für Keselowski. Die ersten beiden Saisonrennen konnte er als dritter beenden, das folgende Rennen konnte er gewinnen, da dem führenden Dale Earnhardt Jr. in der letzten Runde der Treibstoff ausging. Der Sieg bedeutete gleichzeitig einen sicheren Einzug in den Chase. Die nächsten neun Rennen verliefen weniger erfolgreich, danach konnte er jedoch drei Rennen in Folge in den Top 3 beenden. In Pocono lag Keselowski in Führung, als ein Müllsack vor seinen Kühlergrill flog und die Frischluftzufuhr blockierte. Um Überhitzung zu verhindern, musste er den Sack mithilfe des Windschattens eines zu überrundenden Fahrzeuges entfernen, dabei wurde er jedoch von Earnhardt überholt und wurde nur zweiter. Seinen zweiten Saisonsieg feierte Keselowski in Kentucky, bei der Siegesfeier verletzte er sich an ein einer Champagnerflasche, die Wunde musste daraufhin genäht werden. Die Verletzung behinderte ihn jedoch nicht, beim nächsten Rennen in Daytona hatte er zwar einen Unfall, das darauffolgende in New Hampshire konnte er gewinnen. In Richmond konnte er etwas später den 400. Rennsieg für Team Penske sichern. Obwohl er noch in Talladega siegen konnte, zog er nicht in die letzte Runde des Chases ein. Er hatte die meisten Punkte aller aus dem Chase ausgeschiedenen Fahrer, seine sechs Saisonsiege stellten eine persönliche Bestleistung dar.
Zusätzlich konnte er noch fünf von elf Nationwide Series-Rennen gewinnen, auch erreichte er einen Sieg in der Camping World Truck Series, in der er vereinzelt angetreten war. Es war sein einziger Sieg in der Serie in über 60 Starts.
Keselowski war auch in diesem Jahr wieder Teil einiger Kontroversen. So kam er auf der Strecke mit seinem ehemaligen Teamkollegen Kurt Busch aneinander, mit Matt Kenseth, Jeff Gordon und Kevin Harvick hatte er Auseinandersetzungen nach einigen Rennen. Er musste 50.000 $ Strafe zahlen, mit der Begründung, er habe verbotenerweise nach dem Ende des Rennens absichtlich Kontakt mit dem Wagen von Kenseth herbeigeführt.

#### 2015
In der Sprint-Cup Saison 2015 konnte er nur einen Siege erreichen, mit 25 Top-10-Ergebnissen stellte er jedoch einen Karrierebestwert auf. Sein erster Sieg konnte er in Fontana erzielen, nachdem er Kurt Busch in der letzten Runde überholte. Im nächsten Rennen in Martinsville verpasste er den Sieg um nur 0,3 Sekunden. Er hatte einen unauffälligen Sommer, konnte sich aber trotzdem für den Chase qualifizieren. Während des Chases hatte er einige gute Ergebnisse, konnte die Runde der letzten vier jedoch nicht erreichen.
Von neun teilgenommenen Rennen in der nun umbenannten Xfinity Series konnte er zwei gewinnen.

#### 2016
Keselowski konnte das dritte Saisonrennen in Las Vegas gewinnen, sieben Rennen später folgte ein Sieg in Talladega, wiederum sieben Rennen später konnte er zwei aufeinanderfolgende Rennen in Daytona und Kentucky gewinnen. Mit vier Siegen und den meisten Punkten war er sicher für den Chase qualifiziert. Die zweite Runde des Chases begann er mit einem siebten Platz in Charlotte, in Kansas konnte Keselowski jedoch nur einen 38. Platz erreichen, da er seinen Wagen beschädigte. Um nicht aus dem Chase auszuscheiden, musste er das nächste Rennen in Talladega gewinnen, er lag 90 Runden lang in Führung, ein Trümmerteil beschädigte jedoch seinen Kühlergrill, sodass sein Motor überhitzte und er wieder nur 38. wurde. Die Saison 2016 konnte er daher nur auf dem zwölften Platz abschließen.
In der Xfinity Series startete er in 15 Rennen, er konnte jedoch erstmals seit 2007 kein Rennen gewinnen.

## Persönliches
Keselowski wuchs in einer polnisch-stämmigen Rennfamilie auf, sein Vater, Onkel und sein älterer Bruder sind ebenfalls Rennfahrer.
Zusammen mit Paige White bekam er im März 2015 eine Tochter, im Dezember 2016 verkündete er seine Verlobung mit White.
Er hatte Auftritte in den Filmen Sharknado 3 und Logan Lucky. Ebenfalls spielte er in einigen Folgen der Serie Sullivan & Son mit. Auch war er in einigen Rennen der Xfinity Series als Co-Kommentator tätig.